# Quadrastichus liriomyzae
Quadrastichus liriomyzae is een vliesvleugelig insect uit de familie Eulophidae. De wetenschappelijke naam is voor het eerst geldig gepubliceerd in 1996 door Hansson & LaSalle.